# 法斯塔德集中营
法斯塔德集中营是位于挪威莱旺厄尔的一个监狱，主要是用来关押纳粹占领区的政治犯。它原本是作为一所政府学校于1921年修建的。但在1941年9月，被纳粹党卫军变成了“党卫军法斯塔德囚犯营”。该集中营于1945年5月被解放，之后成为了挪威政权关押战后被指控和审判的叛徒的监狱和工场。今天，它是一座博物馆，也是一座关于人权特别是政治犯的研究中心。
该集中营当时由盖世太保掌管，主要关押来自各个占领区的政治犯。总共有13种不同国籍的人在这里被关押过。他们中的大部分是来自挪威、苏联、南斯拉夫、丹麦以及波兰。虽然有一小部分的人在这个集中营关押了较长的时间，但是大多数人还是被送往位于德国和波兰的集中营，或者是挪威的主要集中营格里尼集中营中。
这个集中营也曾被用作将挪威的犹太人驱逐到奥斯维辛集中营的中转站。至少有8名犹太人在这里被杀害。
法斯塔德集中营的主要特点就是强迫的、辛苦以及无意义的劳动。降级和虐待是常见的事情，特别是在党卫军一级小队长汉斯·兰博列切特掌管该集中营的时候。他在犯人当中被称作“灰腿子”（Gråbein）。
1942年10月6日，纳粹政权在挪威中部實行戒嚴法，至少有170名非挪威人及34名挪威政治犯在法斯塔德外的森林里被处决。伴随的还有寻找、挖掘、鉴定和埋葬受害人。总共死亡人数至少有202。
还有许多研究有待进行以揭开法斯塔德集中营的真相及暴行。